# Kazys Ladiga
Kazys Ladiga (Iškonys, prop de Biržai, 25 de desembre de 1893 - Irkutsk, 19 de desembre de 1941) fou un militar lituà, general de la Força Terrestre Lituana, i un dels seus primers oficials voluntaris.
Després de graduar-se a l'Acadèmia Militar de Vílnius, va servir a l'Exèrcit Imperial Rus durant la Primera Guerra Mundial i va obtenir el grau de capità. Va tornar a Lituània el 1918 i es va oferir voluntari per ingressar a l'exèrcit lituà, recentment format. Va ser designat com a comandant d'un dels batallons del 1r Regiment d'Infanteria. A les files del nou exèrcit va ascendir ràpidament i va comandar el Grup Vilkmergė a la guerra lituanosoviètica. També va liderar les unitats contra els bermontians i a la guerra lituanopolonesa. Després d'una infructuosa campanya al setembre de 1920, va renunciar a l'oficina de camp i es va unir a l'Estat Major General a Kaunas. Després de les guerres d'independència lituanes va seguir els estudis militars a Suïssa i Txecoslovàquia. Va ascendir al rang de general i serví breument com a Cap de l'Estat Major General el 1925-1926. Es va veure obligat a retirar-se del servei actiu de l'exèrcit després del cop d'estat de 1926 a Lituània. Quan Lituània va ser ocupada per la Unió Soviètica al juny de 1940, Ladiga va ser arrestat i condemnat a mort. Va ser executat durant el seu trasllat a Sibèria.